# Mounir Fatmi
Mounir Fatmi (Tanger, 1970–) marokkói művész.

## Élete
Mounir Fatmi tereket és nyelvi játékokat épít, melyek szólásszabadságot hirdetik nézőiknek. Videói, installációi, rajzai, festményei és szobrai kétségeinket, félelmeinket, vágyainkat hozzák napvilágra. Rávilágítanak  világunk aktualitásaira, és feltárják annak szerkezetét
Művei a vallásos tárgyak deszakralizálásával a dogmák és ideológiák lebontásával foglalkoznak. Különösen foglalkoztatja a fogyasztói társadalom tárgyainak halála. Ez magyarázza antennák kábelek, fénymásológépek VHS kazetták vagy éppen egy politikai mozgalom halott nyelvének használatát  műveiben. Bár esztétikailag nagyon vonzó, Mounir Fatmi munkája egy másik irányból kínál bepillantást a világ dolgaiba visszautasítva a konvenciók általi elvakításunkat.
Művei kiállításra kerültek többek között az alábbi helyeken:  Migros Museum für Gegenarskunst, Zürich, Museum Kunst Palast, Düsseldorf,  Georges Pompidou Központ Párizs, Moderna Museet, Stockholm valamint Mori Art Museum Tokyo. Részt vett különböző művészeti fesztiválokon többek között az 52. Velencei nyári fesztiválon, a 8. Sarja művészeti fesztiválon az 5. művészeti fesztiválon Gwangju-ban 2.művészeti fesztiválon Sevillában és a 10. Lyoni művészeti fesztiválon.
2008-ban munkája részese a  Paradise Now programsorozatnak. Essential French Avant-garde Cinema 1890-2008 Londonban a Tate Modern múzeumban és  Traces du
Sacré kiállítás a Georges Pompidou Központban Párizsban. 1993 óta több díjat kapott, többek  között  Léopold Sédar Senghor Nagydíját, a Dakari    Biennale legnagyobb elismerését, a legjobb videó alkotás díját a 8-ik Nemzetközi Kanári Szigeteki Videófesztiválon, az Uriôt díjat, stichting kunstprijs Willem F.C, a Rijksakadémán Amszterdamban. 2010-ben elnyerte a Kairói Művészeti Fesztivál díját.
Részt vett az első Pán-arab kiállításon The Future of a Promise címmel. 2012-ben Toulouse-ban a Szeptemberi tavaszi fesztiválon való részvételekor visszavonta a Technológia (A Koránból vett versek padlóra vetítése) című videóját mert néhányan "istenkáromlónak" ítélték .
Tanger és Párizs között él és dolgozik.

## Munkássága
- Impossible Union, 2011
- Mehr Licht!, 2009 - 2011
- Les Temps Modernes, Une Histoire de la Machine, 2009 - 2010
- Maximum Sensation, 2010
- Keeping faith, 2007
- I  like America, 2007
- Underneath, 2007
- Out of history, 2006
- Hard head, 2006
- Obstacle, 2004
- May God Forgive me, 2001-2004
- Bordersickness, 2001
- Body bags, 1999
- Embargo 1997

### Videók, rövid filmek
- Sleep Al Naim, 2011
- The Beautiful Language, 2010
- Architecture Now!, 2010
- Histoire de l'histoire, 2006
- L'homme sans cheval, 2004
- Commercial, 2004
- Manipulation, 2004
- Les Ciseaux, 2003
- Les égarés, 2003-2004
- Festin, hommage à William Burroughs, 2002
- Survival Signs, 1998

## Kiállítások

### Főbb egyéni kiállítások
2013	
- History is Not Mine, Paradise Row, London
- The Blinding Light, Analix Forever, Genf

2012	
- Kissing Circles, Shoshana Wayne Gallery, Santa Monica
- Suspect Language, Goodman Gallery, Le Cap
- Oriental Accident, Lombard Freid Projects, New York

2011	
- Megalopolis, AKBank Sanat, Isztambul
- Linguaggi Costituenti, Fondazione Collegio San Carlo, Modéna
- The Angel's Black Leg, Galerie Conrads, Düsszeldorf

2010	
- Seeing is believing, Galerie Hussenot, Párizs
- The Beautiful Language, Galerie Ferdinand van Dieten, Amszterdam

2009	
- Fuck architects: chapter III, FRAC Alsace, Sélestat
- Minimalism is capitalist, Galerie Conrads, Düsszeldorf

2008	
- Fuck architects: chapter III, Biennale de Brüsszel
- Fuck architects : chapter II, Centre d'art contemporain Le Creux de l'enfer, Thiers

2007	
- Sans histoire, Musée Picasso, la guerre et la paix, Vallauris
- Fuck Architects : chapter I, Lombard-Freid Projects, New York
- Something is possible, Shoshana Wayne Gallery, Los Angeles
- J’aime l’Amérique, la maison rouge, Fondation Antoine de Galbert, Párizs

2004	
- Comprendra bien qui comprendra le dernier, Centre d'art contemporain Le Parvis, Ibos

2003	
- Obstacles, next flag, Migros Museum, Zürich

1999	
- Liaisons et déplacements, Dekoratív Művészetek Múzeuma Párizs

### Főbb kiállítások résztvevőként
2013 	
- Ici, Ailleurs, Marseille-Provence 2013,Európai Kultúra fővárosa
- 25 év arab kreativitás Abu Dhabi
- If you were to live here, 5e Triennale d'Auckland
- The Progress of Love, The Menil Collection, Houston
- Re-Orientation, 2nd Biennale de la Méditerranée, Sakhnin
- Le Pont, Musée d’Art Contemporain, Marseille

2012	
- Unfolding Tales, The Brooklyn Museum, Brooklyn
- Beyond Memory, Museum on the Seam, Jerusalem
- In Other Words/ Blackmarket of Translation, NGBK, Berlin
- Machines – les Formes du mouvement, Manif d’Art 6, Québec
- L’histoire est à moi! , Szeptemberi tavasz, Toulouse
- Unrest, Apexart, New York
- Transit, Modern Museum of Art, Salvadore de Bahia, Brasil
- Contemporary practices and Social Dynamics, Dakar Biennial

2011	
- The Future of a promise, 54e Biennale de Venise, Venise
- Unfolding Tales, Brooklyn Museum, New York
- Told, Untold, Retold, Mathaf, Arab Museum of Modern Art, Doha
- A Rock and a Hard Place, 3rd Thessaloniki Biennale, Thessalonique
- Inspiration Dior, Musée des Beaux Arts Pouchkine, Moszkva
- Une terrible beauté est née, 11e Biennale de Lyon, Lyon.
- West end?, Museum on the Seam, Jeruzsálem
- Terrible Beauty: Art, Crisis, Change, Dublin Contemporary 2011, Dublin

2010	
- XIIth Cairo Biennial, Kairó
- Unexpected, Unerwartet, Kunstmuseum Bochum, Bochum
- Res publica, Moscow museum of modern art, Moszkva
- Biennale Cuvée, Offenes Kulturhaus, Linz
- Silence_Storm, International triennial of contemporary art, Izmir
- The Storyteller, The New School, New York
- Shadow Dance, KAdE, Amersfoort

2009	
- The Spectacle of the Everyday, Xe Biennale de Lyon, Kortárs művészeti múzeum Lyon
- 8e rencontres photographiques de Bamako, Bamako, Mali
- America, Beirut Art Center, Beyrouth
- The Storyteller, Salina Art Center, Salina
- After Architecture: Tipologies de Després, Santa Monica Art Center, Barcelona
- Planète Cerveau, Musée Denys Puech, Rodez

2008	
- Paradise Now!, essential French avant-Garde Cinema 1890-2008, Tate modern, London
- Looking Forward to hearing from you, Musée Gounaropoulos, Athén
- Flow, Studio Museum in Harlem, New York
- Traces du sacré,  Georges Pompidou Központ, Párizs  Haus der Kunst, München
- Visionary Tales of a Balanced Earth, The Te Papa Museum, Wellington
- Attempt to exhaust an African place, Santa Monica Art Center, Barcelona

2007	
- 52nd International Venice Biennial, Olaszország
- 8e biennale de Sharjah, art, ecology and the politics of change, Dubaï
- Africa Remix, Johannesburg Art Gallery, Johannesburg
- Biennial, international art exhibition, Nadezda Petrovic Memorial, Cacak, Szerbia

2006	
- 2e biennale de Séville, the unhomely, phantom scenes in global society, Sevilla
- Africa Remix, Contemporary art of a continent, moderna museet, Stockholm
- Absolumental, Les Abattoirs, Modern és Kortárs Művészetek Múzeuma Toulouse
- The photographers gallery, explorations in film & vidéo, London
- Courants alternatifs, Le Parvis, Ibos & CAPC kortárs művészeti múzeum, Bordeaux
- Africa Remix, Contemporary art of a continent, Mori Art Museum, Tokyo

2005	
- Africa Remix, l'art contemporain d'un continent Georges Pompidou Központ, Párizs
- Meeting Point, the Stenersen Museum, Oslo
- Tourist class, Konstmuseum, Malmö
- Marokko Kunst & Design, musée du monde, Rotterdam
- Africa Remix, contemporary art of a continent, Hayward Gallery, London

2004	
- A drop of water, a grain of dust, gwangju biennale, Gwangju
- Inventaire contemporain II, galerie nationale du jeu de paume, Párizs
- Africa Remix, contemporary art of a continent, museum kunst palast, Düsszeldorf
- Nearer the near east, a public space project, schirn kunsthalle frankfurt, Frankfurt

2000	
- 5e biennale de Dakar, Dakar
- UC Berkeley & Pacific Film Archive, San Francisco
- Biennale Arte Vidéo tv, Bologna

1999	
- L’objet désorienté, musée des arts décoratifs, Párizs
- 7e biennale art media, Wroclaw
- Regards Nomades, FRAC Franche-Comté - musée des beaux-arts, Dole

## Televízió
- La 23e dimension, 23. szám, 2013. június 2.[8]